# 탄소 섬유 강화 플라스틱
탄소 섬유 강화 플라스틱(Carbon fiber reinforced plastic, CFRP)이란, 플라스틱에 탄소 섬유를 넣어 강도를 강화시킨 제품이다.
탄소 섬유를 포함하는 매우 강하고 가벼운 섬유 강화 플라스틱이다. CFRP는 생산 비용이 많이 들 수 있지만 항공 우주, 선박의 상부 구조, 자동차, 토목 공학, 스포츠 장비 및 점점 더 많은 소비자 및 기술 응용 부문에 적용된다.
결합 중합체는 에폭시와 같은 열경화성 수지인 경우가 있지만 폴리에스테르, 비닐 에스테르 또는 나일론과 같은 다른 열경화성 또는 열가소성 중합체가 종종 사용된다. 최종 CFRP 제품의 특성은 결합 매트릭스(수지)에 도입된 첨가제의 유형에 따라 영향을 받을 수 있다. 가장 일반적인 첨가제는 실리카이지만 고무 및 탄소 나노튜브와 같은 다른 첨가제를 사용할 수 있다.
탄소 섬유는 흑연 강화 폴리머 또는 흑연 섬유 강화 폴리머(graphite-reinforced polymer 또는 graphite fiber-reinforced polymer)라고도 부른다. (GFRP는 유리(섬유) 강화 폴리머와 충돌하기 때문에 덜 일반적으로 사용됨)

## 같이 보기
- 섬유 강화 플라스틱